# ریوهی نیشیواکی
ریوهی نیشیواکی (انگلیسی: Ryohei Nishiwaki؛ زادهٔ ۱ اوت ۱۹۷۹) بازیکن فوتبال اهل ژاپن است.
از باشگاه‌هایی که در آن بازی کرده‌است می‌توان به باشگاه فوتبال جف یونایتد ایچیهارا چیبا اشاره کرد.